# Båten
Båten (på engelska: The Boat) är en novellsamling av den vietnamesisk-australiske författaren Nam Le som gavs ut 2008. Novellsamlingen utkom på svenska 2010 på förlaget Natur & Kultur och var såväl Nam Les debutbok som hans första bok utgiven på svenska. Den innehåller sju noveller, som alla utspelar sig på olika platser i världen. Huvudpersonerna är av olika åldrar, etnicitet och kön och berättarperspektivet är både i jag-form och tredjepersonsperspektiv. Trots att novellerna utspelar sig på olika platser i världen med olika berättarperspektiv och olika längd, berör de alla på ett eller annat sätt livserfarenheter. De olika platserna skildras genom att författaren återger språkliga egenheter, historiska händelser och olika nationella karaktärsdrag ingående och detaljrikt. 
Novellsamlingen mottogs mycket positivt, både i Sverige och utomlands. Den australiska novellförfattaren Cate Kennedy uttryckte till exempel att Båten har återfört novellgenren till litteraturens centrum och den har beskrivits som en "spännande och exceptionell debut". Den har erhållit flera priser, översatts till 14 språk och noveller ur samlingen har publicerats i flera olika antologier.

## Bakgrund
Nam Le, som är född i Vietnam, har i novellsamlingen inspirerats av sina föräldrar och familjens flykt till Australien undan Vietnams kommunistregering, samt alla de offer de tvingades göra på vägen. Novellsamlingen tog omkring fyra år att färdigställa: ett utkast till novellerna var färdigskrivet efter ungefär två år och under det efterföljande året följde omfattande bearbetning av texterna. Det sista året korrekturlästes boken av Robin Desser på Knopf - som givit ut boken i USA - och Meredith Rose på Penguin - som givit ut boken i Australien. Dessutom skulle "varje ord, varje val, vägas, testas, talas för" - han ville kunna "stå bakom varje novell." Exempelvis växte novellen Halflead Bay, på 16 000 ord fram ur en novell kallad The Keeper på 20 000 ord - men inte ett ord är bevarat från den ursprungliga versionen.

## Handling

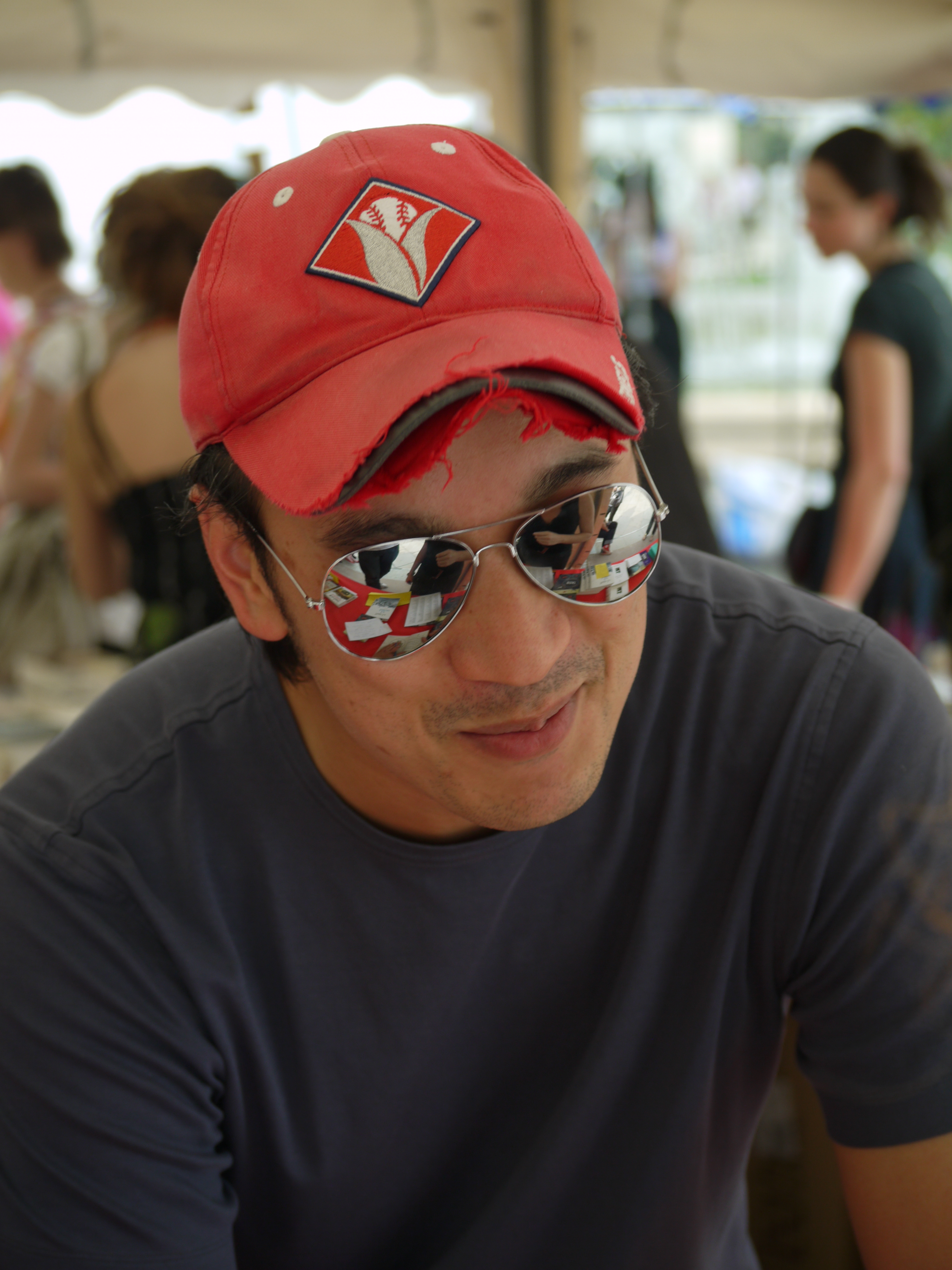
Nam Le vid Comédie du Livre i Montpellier, Frankrike den 29 maj 2010.

Båten innehåller sju noveller: Kärlek och vördnad och medlidande och stolthet och barmhärtighet och offervilja, Cartagena, Möte med Elise, Halflead Bay, Hiroshima, Teheran har ordet och Båten. Händelserna i novellerna utspelar sig på olika platser i världen och berättelserna är av mycket varierande längd. Den längsta, Halflead Bay, är på 66 sidor medan den kortaste, Hiroshima, är på 11 sidor. Även berättarperspektivet skiftar mellan de olika novellerna. Halflead Bay, Teheran har ordet och Båten berättas ur ett tredjepersonsperspektiv medan de andra berättas i jag-form. 

### Kärlek och vördnad och medlidande och stolthet och barmhärtighet och offervilja
- Originaltitel: Love and Honor and Pity and Pride and Compassion and Sacrifice

Den första novellens huvudperson är Nam Le själv under sin tid vid skrivarskolan i Iowa och handlar om ett möte mellan Le och hans far. Le kämpar för att få klart en novell, som är terminens slutarbete och som skall lämnas in tre dagar senare. Han lider dock av skrivblockering och oförmåga att författa: "Jag hade varit i Iowa i över ett år – dagarna blev till veckor och sedan månader, mer än ett år av dagar – och jag hade bara skrivit tre och en halv novell. Runt sjuttontusen ord. På advokatbyrån hade jag skrivit lika många ord på ett par veckor. Och det hade varit till nytta för någon." Hans far kommer därmed – för första gången på tre år – olägligt. Le inser att etnisk litteratur just då är på modet och att faderns bakgrund och My Lai-massakern skulle kunna ligga till grund för en novell. Fadern berättar något motvilligt sin historia, som Nam Le sedan använder sig av i sitt skrivande. När novellen är färdig går fadern ut på en promenad under förevändningen att rätta texten, men slänger den i elden hos en hemlös tiggare varpå novellen slutar.
Novellen har tolkats som ett "manifest mot etnisk litteratur" och "för fiktion baserad på Faulkners gamla sanningar." Huruvida novellen är en sann historia om Nam Les bakgrund eller om det är fiktion avslöjas inte i novellen. Michiko Kakutani på The New York Times kallade novellen "ett enskilt mästerverk."

### Cartagena
Cartagena utspelar sig i Medellín i Colombia, en av Latinamerikas farligaste och mest våldsamma städer samt Colombias näst största stad. Huvudpersonen Juan Pablo Merendez är en fjortonårig sicario – torped och yrkesmördare. Han har blivit värvad till en av de colombianska narkotikakartellerna som leds av agenten El Padre. Lönen är hög och han ger hälften till sin mor; fadern har nämligen mördats på en buss tidigare. Novellen handlar till stor del om det faktum att Merendez beordras att lönnmörda sin närmsta vän Hernando men vägrar att göra det, vilket leder till att han ombes komma till El Padres hus: "Jag är inget barn, som inte är torr bakom öronen än. Jag är nu fjorton år och två månader. Jag vet hur det går till. Att det inte ska vara någon kontakt mellan en sicario och hans agent. Jag vet att jag har blivit kallad."
Han ber El Padre att få sluta att arbeta hos honom och krävs då tillbaka på alla sina vapen. Samtidigt får Merendez reda på att El Padre redan skickat en annan sicario för att mörda Hernando. När han under övervakning av en så kallad chica (en kvinna som arbetar åt El Padre) går för att träffa sin vän Claudia, som väntar utanför för att be henne hämta vapnen, trycker hon ner en granat i hans hand. El Padre bjuder honom på narkotika och i ett påverkat tillstånd avslutas novellen med att Merendez drömmer om Cartagena samtidigt som han hela tiden kämpar för att få bort sprinten och säkringsgrepen för att få granaten att explodera.

### Möte med Elise
- Originaltitel: Meeting Elise

Möte med Elise utspelar sig i New York i USA. Huvudpersonen Henry är en äldre konstnär som precis diagnostiserats med cancer. Stora delar av novellen är tillbakablickar av Henrys liv. Arton år tidigare hade han varit gift med en kvinna med psykiska störningar, som han hade fått dottern Elise med. Under ett konstnärsarbete där han målade av den knappt myndiga Olivia naken inledde han ett utomäktenskapligt förhållande med henne. Det gjorde att frun tog dottern med sig och flydde till Moskva. Henry hade således inte träffat Elise på 17 år när hon – nu en världskänd cellist – skulle uppträda på Carnegie Hall och åker dit tillsammans med sin manager tillika fästman. Trots att han inte har sett henne på så länge har han köpt en Guadagnini-cello för 500 000 amerikanska dollar till henne.
När hon nu återvänder till New York kontaktar hon sin far för att träffas, men vid den bestämda tiden – som för övrigt är samma dag som Henry diagnostiserats med cancer – dyker hon inte upp utan lämnar ett meddelande att hon inte är redo än. Henry blir uppriven, dricker upp två flaskor vin själv och tar sig påverkad till Carnegie Hall för att träffa sin dotter. Han lyckas på grund av sitt kända namn inom kulturvärlden få en biljett där han skämmer ut sig och lämnar konserten för att vänta på sin dotter utanför. Han missar henne och ser istället Elise i alla som går förbi. Mycket påverkad börjar han, samtidigt som han ser Elise i alla, också se den då avlidna Olivia i alla.

### Halflead Bay
Halflead Bay utspelar sig i ett mycket litet fiskeläge i Australien under en vecka kort före sommarlovet, men i olika stycken görs även tillbakablickar och framåtblickar. Jamie har precis lyckats göra mål i en mycket viktig match i sin skolas fotbollslag, vilket för första gången på fem år tagit dem till final i skolligan där de ska möta ärkerivalen Maroomba. Jamie blir således i början av novellen en hjälte. När han blir intim med den jämnåriga flickan Alison blir dock den mycket aggressive Dory Townsend, som har ett odefinierat förhållande med Alison, rosenrasande på Jamie och startar ett slagsmål. Från att ha varit skolans hjälte blir Jamie på en dag utfryst från hela skolan, eftersom alla är rädda för Townsend.
Av hänsyn till Jamies mor, som lider av svår multipel skleros och inte har många månader kvar att leva, lyckas Jamies föräldrar med hjälp av skolans rektor avstyra slagsmålet. Townsend går dock under en rast fram med sin kompis Lesler till Jamie och vrålar "jävla CP-morsa" till honom. Trots att det hela är avstyrt, samt att han är kär i Alison, retar detta upp Jamie så mycket att han ändå går till Townsends farbrors skjul där Townsend bor. Townsend blir mycket förvånad men går in för att slåss och är på väg att fälla Jamie totalt när Jamies far dyker upp för att avstyra det hela och ta med Jamie hem. Townsend ger sig dock på honom med utan att hans farbror ber honom att sluta. Jamies far lyckas dra sig ur det hela och tar med Jamie hem. Det hela avslutas med att Jamies far ger Jamie en kyss på huvudet och säger "Du är okej grabben."
Parallellt med denna berättelse får man även följa Jamies mors sjukdomsförlopp. Från att ha varit en mycket aktiv konstnär blir hon handlingsförlamad och sliter med frågan om de ska flytta in till en större stad med tillgång till bättre vård eller behålla det idylliska huset som hon älskar, trots att vården där är svårtillgänglig.

### Hiroshima
| Hiroshima utspelar sig i Hiroshimas omgivningar strax innan atombomberna över Hiroshima och Nagasaki faller under andra världskriget. |  | Hiroshima utspelar sig i Hiroshimas omgivningar strax innan atombomberna över Hiroshima och Nagasaki faller under andra världskriget. |
| Hiroshima utspelar sig i Hiroshimas omgivningar strax innan atombomberna över Hiroshima och Nagasaki faller under andra världskriget. |  | |

Hiroshima utspelar sig i Hiroshimas omgivningar strax innan atombomberna över Hiroshima och Nagasaki faller under andra världskriget. Huvudpersonen är en ung flicka som skickats från staden för evakuering i inlandet. Den är skriven ur den japanska sidans synvinkel och meningar som "hundra miljoner ärorika döda! Försvara varenda centimeter av Fäderneslandet!" och "försaka allt tills vi har segrat!" repeteras flera gånger. Novellen, som är mycket mer diffus och abstrakt än de övriga novellerna, slutar med att allt blir vitt: "Sedan blir allting vitt och vänstra sidan av mitt ansikte blir varm. Blinka inte, säger mannen med kanintänderna. Oroa dig inte, säger Far. Han skrattar åt mig. Blinka inte. Titta hit."

### Teheran har ordet
- Originaltitel: Tehran Calling

Teheran har ordet utspelar sig i Teheran i Iran. Huvudpersonen Sarah Middleton är en amerikan som precis har brutit upp från sin sambo Paul och flugit till Teheran för att hälsa på sin närmsta vän Parvin. Vännen leder en oppositionell radiokanal som sänder på engelska och strävar efter jämställdhet mellan könen. Parvin var amerikansk medborgare men flyttade tillbaka till Iran för att bedriva opposition. Middleton kommer till Teheran mitt under Aashura, där Parvin och hennes oppositionella vänner planerar någon form av motdemonstration under firandet. Middleton själv kämpar för att hitta den lycka som hon kommer fram till att hon aldrig riktigt känt samt att hon försöker hitta tillbaka den Parvin hon tidigare kände. Parvin försvinner dock – det framkommer aldrig vart – och hon blir istället omhändertagen av Parvins fästman Mahmoud som vill att de ska gifta sig med varandra så att han kan bli amerikansk medborgare. Efter en turbulent händelse på ett torg, där regimtrogna går in med batonger och flera personer fängslas (däribland Reza som Middleton har lärt känna), drar sig Mahmoud och Middleton undan på ett hotell. Mahmoud närmar sig Middleton allt mer, men hon ställer sig upp och tittar ut genom fönstret. Novellen slutar med att Mahmound ropar tillbaka henne men vad som händer framgår inte: "Hennes namn rymde fortfarande en smula tröst, och hon lät sig hejdas."

### Båten
- Originaltitel: The Boat

Båten är samlingens sista novell och handlar om Mai som flyr med båt från Vietnams kommunistregim till Malaysia. På båten stöter hon på Quyen som flytt med sin sexårige son Truong för att förenas med sin man som redan har flytt. Båten råkar in i en kraftig storm och överfarten tar över tretton dagar. Vattnet hinner ta slut och allt fler dör och kastas överbord. Både Mai, Quyen och Truong blir allvarligt sjuka. Mai och Quyen klarar sig, men Truong dör precis när land siktas och han kastas överbord strax innan båten anländer i hamn. Parallellt med båtresan får man följa Mais bakgrund, hennes föräldrar och den oförståelse hon känner inför det som händer, med tanke på att inte heller Mai är speciellt gammal. Vad som händer när hon väl kommit fram klargörs aldrig. Den sista meningen i novellen och därmed även novellsamlingen utgörs av att Truong kastas överbord: "De stod tysta tillsammans och lät vågskummet stänka över ansiktet medan de tittade rakt fram och koncentrerade all kraft i blick och tanke på den suddiga halvön där framme, den där omöjliga platsen, så att de inte skulle behöva se hur männen längst bak i båten lindade upp filten och svingade den lilla kroppen, en gång, två gånger, tre gånger innan de släppte taget och kastade honom så långt de kunde, för att han skulle vara utom synhåll när hajarna kom."

## Stil och tema
Novellerna, trots att de utspelar sig på olika platser i världen med olika berättarperspektiv och olika längd, berör de alla på ett eller annat sätt livserfarenheter. De olika platserna skildras genom att författaren återger språkliga egenheter, historiska händelser och olika nationella karaktärsdrag ingående och detaljrikt, såsom iranska, japanska och latinamerikanska. Gabriella Håkansson kommenterade att "det är som om han vägrar inlemma sig i migrationslitteraturens fålla och istället beslutat sig för att bedriva frontalkrig mot allt vad autenticitet heter." Eva Johansson på Svenska Dagbladet höll med: "Han vill inte skriva "etnisk" litteratur. Han skriver hellre exakt den sorts noveller som ingår i "Båten" – en novellsamling som närmast kan beskrivas som global i sin spännvidd och variationsrikedom." Hon kommenterade även att varje novell beter sig som en romans peripeti snarare än en traditionell novell. Kakutani stämde in i Håkanssons analys, och konstaterade att novellerna i "'Båten' fångar människor under extrema händelser, när de konfronteras med död eller förlust eller terror (eller alla tre) och tvingas brottas med vilka de är och vad de vill eller tror på den mest grundläggande nivå. Oavsett om det är för utsikten att dö på havet eller skjutas av en drogjätte eller att förlora familjemedlemmar i ett krig är Nam Les karaktärer individer som är fångade i ödets hårkors, tvingade att välja huruvida de kommer att handla som rådjur fångade i fjärrljus eller hitta en väg för att konfrontera eller avväpna situationen."

## Mottagande
Den australiska novellförfattaren Cate Kennedy konstaterade i en intervju hon gjorde med Nam Le att Båten har fört tillbaka novellen till litteraturens centrum. Den dominikanska författaren Junot Díaz var mycket positiv i sin kommentar:
| ”            | Underbara noveller som gruffande och frustande drar fram över vår galna värld [...] En fantastisk prestation. Nam Le träffar mitt i hjärtat, och det är en smärta som bränner sig fast. | „ |
| – Junot Díaz | |   |

Martin Shaw på The Monthly menade att "Les glasklara prosa är perfekt genomförd: röstens och berättarperspektivets mångsidighet är mästerlig," och att "Båten är en isbrytare: det finns inte något ställe dit den inte är redo att ta sig." James Smart på The Guardian var även han positiv och tyckte att det var ett "debutverk av imponerande ambition", men att den "oerhört lovande samlingen imponerar mer med sin poesi än med sina rötter; novellerna är dramatiska men grunda, lättrörliga men meningsfulla."
Michiko Kakutani på The New York Times (som är känd för sin stickighet) konstaterade att Le har skapat, med "förkrossande resultat", "ett oförglömligt underverk som säger lika mycket om familjers drömmar och bördor som om historiens kamper." Framförallt hyllade han den första novellen, Kärlek och vördnad och medlidande och stolthet och barmhärtighet och offervilja, som han kallade ett "enskilt mästerverk". Dessutom ansåg han att "Le inte bara skriver med en auktoritet och balans ovanlig till och med bland erfarna författare utan uppvisar även en intuitiv magkänsleförmåga att återge de psykologiska konflikter som människor genomlever när de märker att deras hopp och ambitioner krossas mot familjers förväntningar eller historiens brutala fakta." Hari Kunzru på samma tidning ansåg att Båten är en "välskriven samling", men att författaren trots sina försök att hålla sig undan från etnisk litteratur smyger sig in på den banan och att "man får känslan att det här inte riktigt är hans ämne, att han har en framtid som en helt annan författare.

### I Sverige

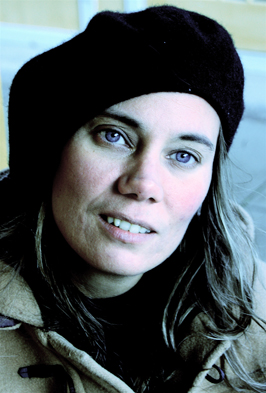
Gabriella Håkansson var "extremt imponerad" av Båten.

Dagens Nyheters Gabriella Håkansson var "extremt imponerad" av Båten. Hon kommenterar även att hon ofta brukar "efterfråga stil hos en författare men den här mannen har inte en stil – han har flera. Det är omöjligt att förutse vad hans litterära projekt stilistiskt och estetiskt kommer att mynna ut i. Det är det som gör Nam Les "Båten" till en så spännande och exceptionell debut." Eva Johansson på Svenska Dagbladet var "imponerad men inte omtumlad". Hon konstaterade att det var "bländande, absolut, en storartad prestation, men liksom lite för duktigt, lite för mycket av uppvisning." Ella Andrén på Kristianstadsbladet menade att "läsa 'Båten' är nästintill att läsa sju olika romaner, inbördes imponerande olika men samtidigt med tankeväckande gemensamma nämnare." Hon konstaterade också att "Les språkliga medvetenhet och rötter i poesin är uppenbara, utan att de för ett ögonblick tillåts ta över skildringarna av människor, platser och situationer." Även Eva Gustin på Tidningen Kulturen uppskattade novellsamlingen och blev trots de höga förväntningarna inte besviken. Per Svensson på Sydsvenskan var positiv i sin bedömning av Båten och benämnde den ett stycke "världslitteratur" och ett "mästerstycke". Joel Sjöö på Smålandsposten var övertygad om att Båten kommer att bli ett mästerverk och att Le redan håller "världsklass i sitt bildspråk, persontecknande, dialogflyt och sätt att bygga berättelser".
Håkansson uppskattade däremot inte Ylva Mörks översättning, som hon tyckte var fylld av anglicismer, syftningsfel och dålig syntax vilket "gör att Nam Les suggestiva och stundom metaforbaserade språk inte kommer till sin fulla rätt." Johansson tyckte dock att "Nam Les laddade, böljande och dovt lyriska prosa" var "känsligt avlyssnad och omvandlad till svenska av översättaren Ylva Mörk."

## Utmärkelser
För Båten har Nam Le erhållit flera utmärkelser, bland annat:
- Anisfield-Wolf Book Award
- PEN/Malamud Award
- Dylan Thomas Prize
- Australian Prime Minister's Literary Award
- Melbourne Prize for Literature i kategorin bästa författarskap
- NSW Premier's Literary Award för årets bok
- Sydney Morning Herald Best Young Novelist Award
- Pushcart Prize
- Michener-Copernicus Fellowship

Båten har dessutom valts ut som:
- Notable Book and Editor's Choice av The New York Times
- #1 Fiction Book of 2008 av The Oregonian
- Bästa debut 2008 av tidskriften New York och Australian Book Review
- Årets bok av The Guardian, The Independent, Los Angeles Times, Chicago Tribune, The Christian Science Monitor, National Post, The Australian, The Sydney Morning Herald, The Age, Amazon.com och Publishers Weekly.